# Tennistoernooi van Adelaide
Het Tennistoernooi van Adelaide is en was een jaarlijks terugkerend toernooi in de Australische stad Adelaide. In de twintigste eeuw werd het, voornamelijk onder de officiële naam South Australian Championships, gespeeld op de grasbanen van het Memorial Drive Park. Sinds 2020 wordt onder de naam Adelaide International opnieuw op het Memorial Drive Park gespeeld, maar nu op hardcourtbanen.
Het toernooi bestond uit twee delen:
- WTA-toernooi van Adelaide, het toernooi voor de vrouwen, in de periode 1953–1988 en sinds 2020
- ATP-toernooi van Adelaide, het toernooi voor de mannen, in de periode 1972–2008 en sinds 2020

ATP-toernooi van Adelaide – WTA-toernooi van Adelaide

2020 · 2021 · 2022-1 · 2022-2 · 2023-1 · 2023-2 · 2024 · 2025